# Sākīābād
Sākīābād (persiska: ساكی آباد) är en ort i Iran.   Den ligger i provinsen Chahar Mahal och Bakhtiari, i den centrala delen av landet, 400 km söder om huvudstaden Teheran. Sākīābād ligger 2 284 meter över havet och antalet invånare är 144.
Terrängen runt Sākīābād är kuperad åt nordost, men åt sydväst är den bergig. Runt Sākīābād är det ganska tätbefolkat, med 62 invånare per kvadratkilometer. Närmaste större samhälle är Boldājī, 16,3 km öster om Sākīābād. Trakten runt Sākīābād består i huvudsak av gräsmarker.